# Status quo
Status quo (latin) är ett tillstånd vari någonting befinner sig och status quo ante är ett  tillstånd i vilket någonting befann sig före viss tidpunkt eller händelse.
Uttrycket används i bland nedsättande för att "inget händer" eller "ingen utveckling sker". Inom vetenskap används det för att notera att inget ändrats sedan föregående mätning eller kontroll. Ingen värdering läggs in i konstaterandet.